# 銀座 (歴史)

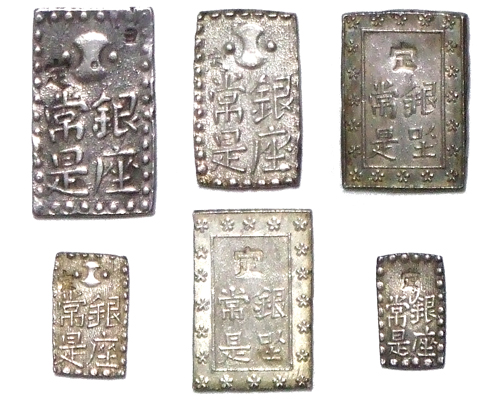
南鐐二朱判、一分銀、一朱銀

銀座（ぎんざ）とは、中近世の日本の政権において銀地金の買売、および銀地金への極印打つまり貨幣の鋳造を担った場所に与えられた呼称である。

## 概要
銀座は豊臣秀吉が銀貨の統一に向けて堺、京都の銀吹屋20人を集め大坂に常是座（じょうぜざ）を設けたことに始まる。その他、戦国時代より現れた両替商兼銀細工師である銀屋（かねや）が各地で極印銀を鋳造し、銀座はこうした業者から成立した。例えば加賀藩では銀細工師集団である金沢銀座があり江戸時代の初期にかけて領国貨幣である極印銀を鋳造した。安土桃山時代ごろより、各地の銀山で産出される灰吹銀が秤量貨幣として流通するようになり、品位の保証としての極印打ちを行うようになったのが銀座の始まりであり、各地でこのような領国貨幣が製造された。江戸幕府による銀座はこのような銀品位のばらつきを一定品位に統一し取引の円滑化を図る狙いがあった。一方で各地銀座が江戸時代初期まで続いた理由は、銀の海外流出などにより慶長銀が地方まで充分に行き渡らなかったことに起因する。
銀座といえば主に徳川家康が開いた江戸幕府の銀座が知られ、これは徳川家により特許された御用達町人による組織であった。当時の主な流通貨幣のうちの銀貨の鋳造が行われたこと、この場所以外での貨幣鋳造が厳しく取り締まられたこと、などにより「銀・座」の名が付けられたと思われる。
広義の銀座は鋳造、極印打および包封を行う常是役所（じょうぜやくしょ）、および座人が会同する銀座役所（ぎんざやくしょ）よりなる。しかし狭義には常是は銀座には含めず、銀地金の買入れおよび、品位に基づく地金の取組みを行う銀座人らによる集団のみを銀座と呼ぶ場合もある。常是役所は京都は湯浅作兵衛の長男である大黒作右衛門、江戸は次男である大黒長左衛門が銀改役となり以後世襲制となった。
銀貨の鋳造は常是、銀座人が出張して銀座以外で行われることもあった。明暦の大火による焼損金銀を吹替えた明暦4年4月15日（1658年）から江戸城三の丸において慶長丁銀、元禄8年9月（1695年）から本郷霊雲寺近くの大根畑に吹所を建て元禄丁銀が、正徳4年8月（1714年）からは闕所に処せられた浅草諏訪町の材木商栂屋善六の屋敷に銀銅吹分所が建てられ、正徳丁銀を鋳造した。
慶應2年（1866年）、幕府が改税約書により英、仏、米、蘭四ヵ国と交わした自由造幣局設立の確約を受け、慶應4年4月17日（1868年）、維新政府は金座および銀座を接収し、同月21日、太政官に設立された貨幣司（かへいし）は旧金座、銀座で二分判および一分銀などを鋳造し、明治2年2月5日（1869年）に廃止された。

## 伏見銀座

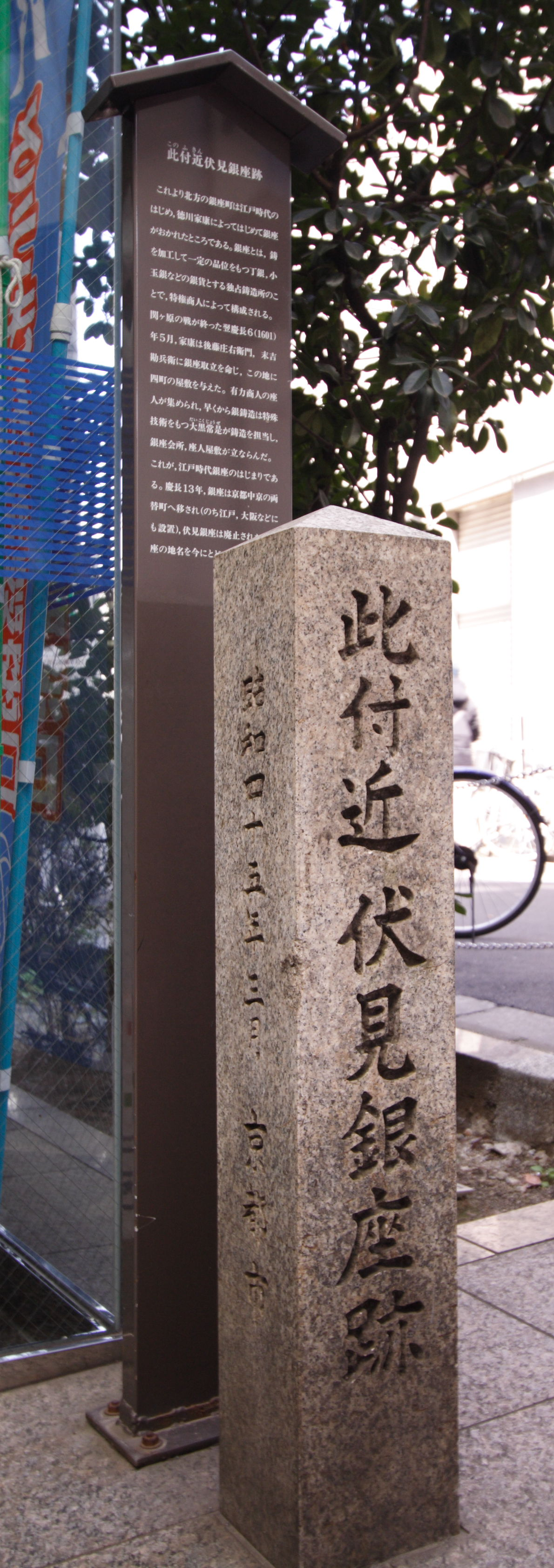
伏見銀座跡碑 京都市伏見区

関ヶ原の戦いに勝利した徳川家康は、日本国内の覇権を意識し、慶長6年5月（1601年）、京都伏見の伏見城下に貨幣鋳造所を設立し、堺の両替商、湯浅作兵衛に命じて取り仕切らせ、頭役には、摂津国住吉郡平野郷（大阪市平野区）の豪商の末吉氏の末吉利方 (平野(末吉)勘兵衛利方) と子の末吉吉康（吉安）（末吉孫左衛門吉康）や同族の平野藤次郎、平野九右衛門らがなる。
極印方の湯浅作兵衛は徳川家より大黒常是（だいこくじょうぜ）という姓名を与えられ、これ以降大黒常是家は鋳造された銀貨に、「宝」の字と大黒天の他に「常是」の略号を刻印し、銀貨の極印・包装を担当した。このため、銀座で出された銀貨の包みを常是包と呼んだ。鋳造貨幣は百分中銀80、銅20であった。
大黒常是および銀座人らは町屋敷四町を拝領して両替町と称し、銀座会所と座人の家宅と常是吹所が建てられた。この各地銀座所在地に付けられた両替町という名称は諸国の銀山より産出される灰吹銀を、銀座が公鋳の丁銀を以って買い入れることを南鐐替（なんりょうがえ）と称したことに由来し、銀座人らは一種の両替商でもあった。
慶長13年（1608年）に伏見銀座の貨幣鋳造機能は京都両替町に全て移された。廃止までに総額120万貫が鋳造された。

## 駿府銀座

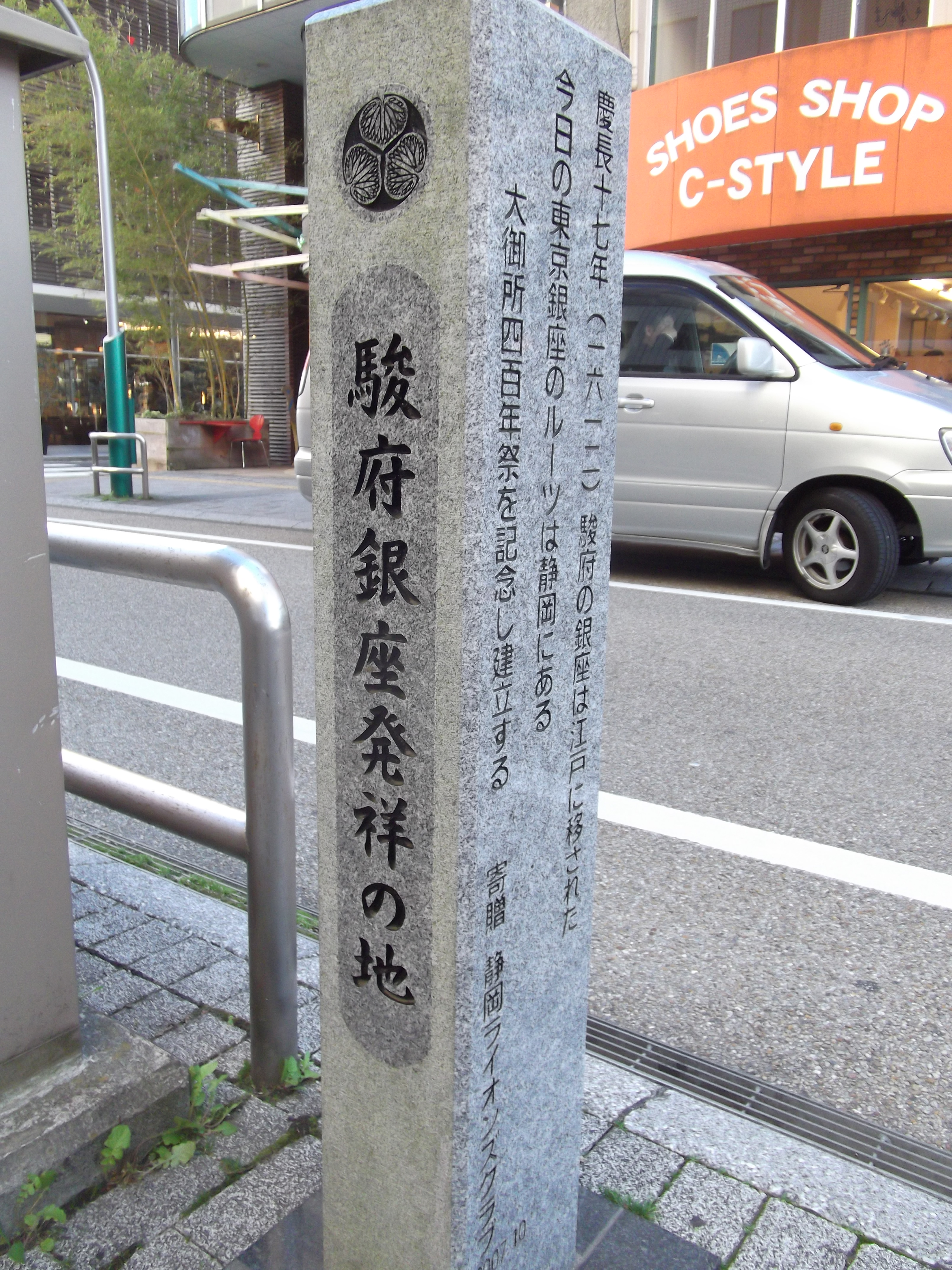
駿府銀座跡碑 静岡市葵区

慶長11年（1606年）徳川家康の隠居の地、駿府に設立したとされる銀座。両替町六丁のうち四町を拝領し、慶長16年（1611年）より京都銀座より座人および常是役人が勤番交代で詰めたという。銀座御屋敷は旧二丁目（現一丁目の3ブロックのうち中央のブロック）西南側に設けられ、表間口京間10間、奥行22間であった。主に駿府城の蓄財としての分銅銀、丁銀を鋳造することが目的であったとされる。慶長17年（1612年）に駿府銀座の機能は江戸へ移転したが、この地は現在静岡市葵区両替町一、二丁目として名残を有する。

## 京都銀座

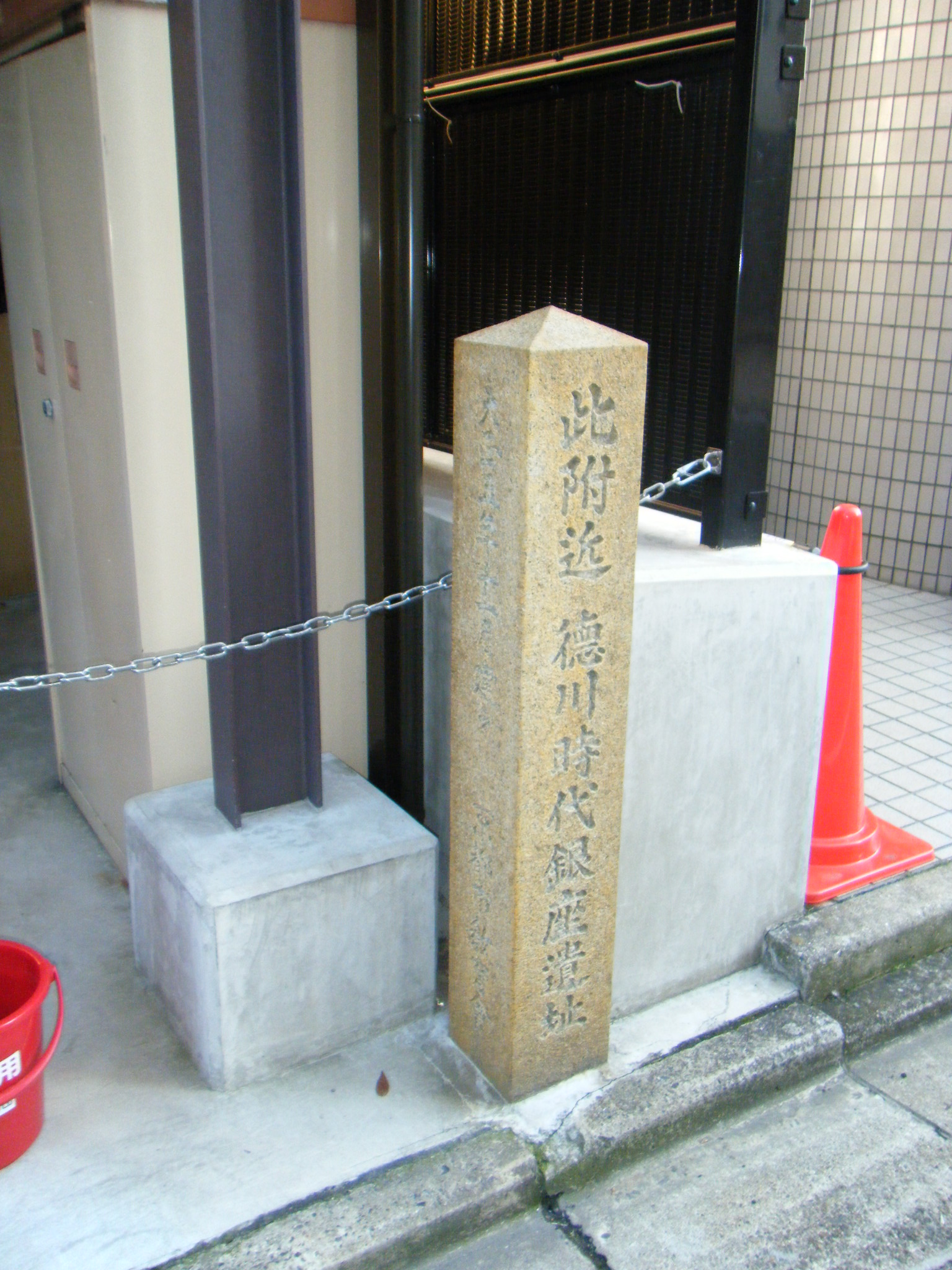
京都銀座跡碑 京都市中京区両替町通

慶長13年（1608年）、銀座が伏見から移転し、京都の室町と烏丸の中間、二条から三条までの四町（二条下ル、押小路下ル、御池下ル、姉小路下ル）に亘って拝領して設立され、この地を両替町と称するようになった。京都銀座では常是屋敷は両替町御池の北東側角にあり、銀座役所はその北側に隣接し、江戸銀座の町割りもこれに準ずるものであった。銀座役所の北側には金座が隣接し小判の鋳造を行っていた。常是屋敷は表間口23間5尺5寸、奥行が15間5尺7寸で面積379坪8合あり、銀座役所は表間口13間6寸、奥行が15間3尺6寸（北側）〜15間5尺1寸（南側）で、その後拡張され表間口26間、奥行30間、面積834坪となった。延宝2年（1672年）の覚帳によれば両替町四町には常是屋敷、銀座役所を含めて59軒の屋敷が立ち並んでいた。
銀座移転前のこの地は染物屋が多く集居していたが、西洞院蛸薬師付近に替地を与えられ立ち退いた。中井主水・茶屋呉服所もこの地にあったが、これらも替地を仰付けられ移転した。
銀遣いの上方にあることから丁銀鋳造の中心地となり、駿河、後に江戸とともに貨幣鋳造を担い、これは寛政12年（1800年）の銀座改革まで続いた。銀座改革以降、両替町押小路角の惣役所に規模が縮小され、不要となった7000坪余の跡地は上ゲ地となった。

## 大坂銀座
慶長13年（1608年）（慶長11年との説も有り確定的でない）、大坂内両替町（現・大阪市中央区東高麗橋）に設立された銀座は、主に生野銀山および石見銀山からの灰吹銀および大坂銅吹屋における粗銅からの絞銀を集積して京都の銀座に送る役割を果たした。常是屋敷は設けられず貨幣鋳造は行われなかったが、集積される銀地金を灰吹法により鑑定する吹所が設けられた。銀遣いである商業の中心地にあって京都銀座の出見世（でみせ）としての機能を果たした。
銀座役所は表間口9間、奥行22間であり、元禄14年（1701年）から銀座加役として銅座が設けられ、銅座役所は表間口8間、奥行8間であった。

## 江戸・京橋銀座
慶長17年（1612年）に銀座が駿府から移転し、通町京橋より南へ四町までを拝領して設立した。既に江戸金座（日本橋）が両替町と呼ばれていたことから、この地を新両替町と称し金座は本両替町と称するようになった。江戸銀座へは京都の銀座より座人が一年ごとに勤番交代を行った。常是屋敷および銀座役所は現在の東京都中央区銀座二丁目にあたり、「銀座」は繁華街の代名詞となった。常是屋敷は表間口15間、奥行35間2尺5寸（北側）〜37間2尺5寸（南側）、面積545坪7合6勺、銀座役所は当初表間口10間であったものが江戸時代中期に拡張され、表間口19間、奥行32間半（北側）〜35間2尺5寸（南側）、面積644坪余となった。正徳5年（1715年）には新両替町一丁目に後藤四郎兵衛の屋敷が移転してきた。
明和年間以前は銀座はもっぱら丁銀および小玉銀すなわち秤量銀貨を鋳造したが、明和2年9月（1765年）の五匁銀発行を皮切りに明和9年9月（1772年）の南鐐二朱銀発行以降は計数銀貨の鋳造が主流となった。加えて明和5年（1768年）から寛永通寳真鍮當四文銭の鋳造を請負い、これ以降、文久永寳に至るまで四文銭の鋳造は銀座の指導監督のもと行われることとなった。
寛政12年（1800年）銀座は蛎殻町に移転した。以降、京橋の銀座跡地は上ゲ地となり多数の家屋が建てられた。

## 長崎銀座
1614年（慶長19年）（設立時期は諸説あり確定的でない）に長崎芊（すすき）原、後に大村町、島原町北入込に設立された銀座は、主に銀の海外への不正持ち出しの監視、良質灰吹銀輸出の防止の役割を果たし、京の銀座より銀見役および銀座手代が一年ごとに交代派遣された。銀座役所は表間口9間、奥行12間で、オランダ人が丁銀を中国に輸出する銀錠に吹替えるための錠吹屋は表間口13間3尺9寸、奥行3間4尺〜4間2尺2寸であった。
銀山から山出しされた灰吹銀は原則として銀座が買上、丁銀に鋳造することになっていたが、灰吹銀を銀座に売り渡さず直接長崎に送り利益を得る者が続出した。そのため幕府は慶長14年（1609年）に灰吹銀輸出を禁止、慶長銀で決済するよう定め、監視を強めた。しかし銅を20%含有する、より品位の低い慶長銀により決済しなければならないというものは、外国人にとって甚だ迷惑なものであり、上銀に精錬し直さなければならず、良質灰吹銀に偽造の慶長銀の極印を打ち「似せ大黒」を作成し、輸出するといったことも行われ、相当量の灰吹銀が監視の目を逃れて不正に持ち出され流出した。
寛政12年（1800年）の銀座改革に伴い廃止された。

## 江戸・蛎殻町銀座

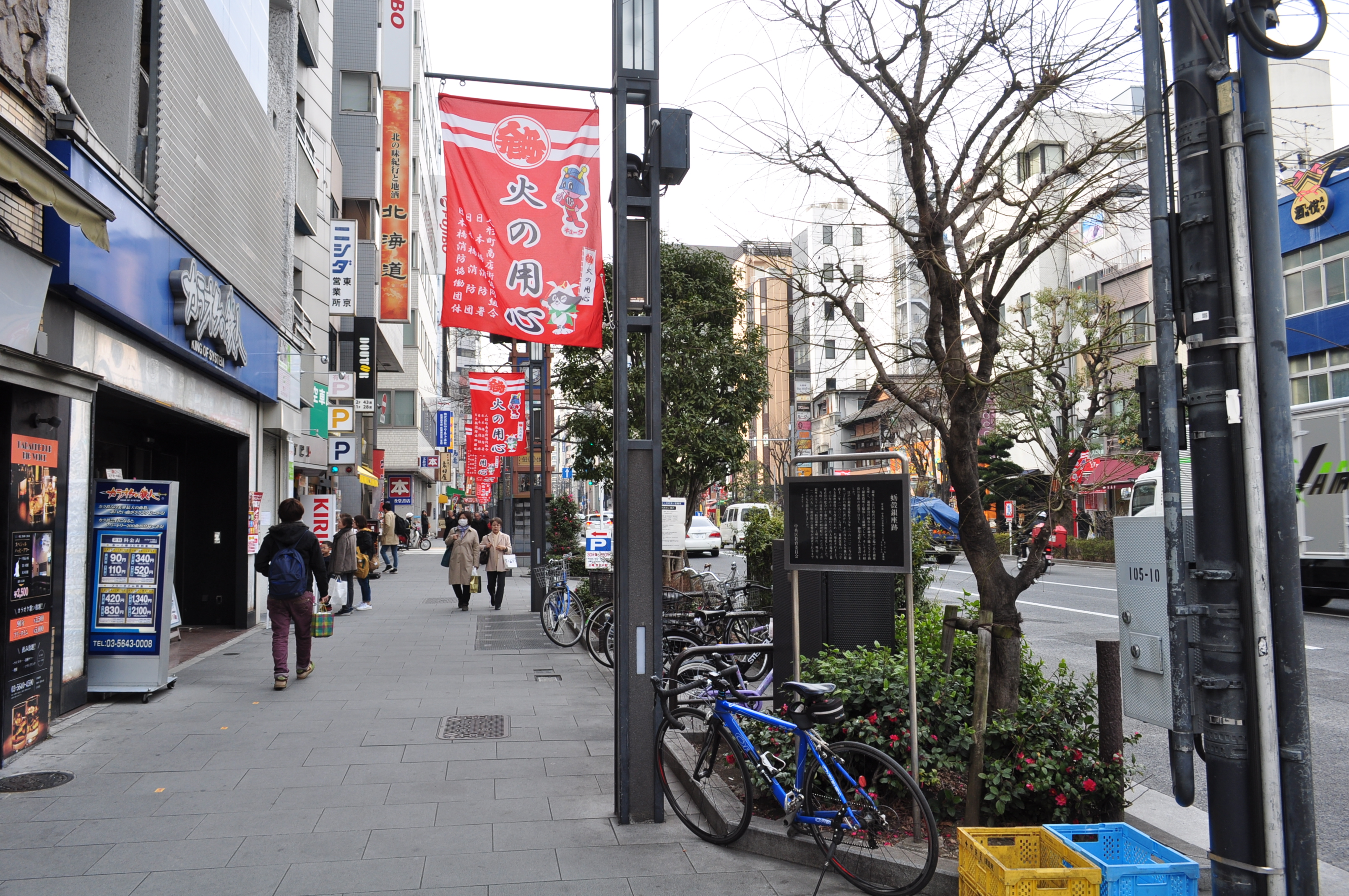
日本橋人形町一丁目にある「蛎殻銀座跡」の碑（2018年2月28日撮影）

寛政12年6月（1800年）、江戸銀座において上納銀の滞納など不正行為が発覚したことを機に、銀改役の大黒長左衛門八代目常房は家職放免の上、永蟄居を命じられ、その後京都銀座から大黒作右衛門十代目常明が江戸へ招致され、京都および江戸両座の銀改役を兼任することとなった。この銀座粛正の後、50人を越えていた座人は15人に縮小され、同年11月に蛎殻町（現在の日本橋人形町）に移転される事が申し渡され、南鐐二朱銀鋳造が再開された。移転は翌享和元年7月（1801年）に完了した。常是屋敷は表間口15間、奥行35間5尺、面積537坪5合と京橋銀座とほぼ同程度の土地を拝領した
これ以降、京都および京橋で行われていた貨幣鋳造は蛎殻町銀座に集約され、幕府による統制が強化され御用達町人による請負事業から事実上幕府の直轄事業となった。また京都、大坂の銀座は貨幣吹替えの際の旧銀の回収、引替、銀地金の買上および銀貨の包封などの役割りにとどまることとなった。

## 銀座の組織
銀座役所は銀座人が会同し、銀地金の調達、丁銀鋳造の際品位に応じた地金の取組み、および銀貨の幕府への上納など公儀御用を担当した。銀座の運営に携わるものを座人と呼び銀座衆あるいは銀座仲間とも呼ばれた。座人は銀座設立当初頭役と呼ばれた年寄役、大勘定役、戸棚勘定役および戸棚役の役人と平座役から構成されていた。また一代限りの地金鑑定を行う銀見役は準座人としての地位であった。さらに小役人および多数の手代、使用人を抱えていた。
一方、常是は銀座人とは一線を画し自ら銀座惣中と称していた。京都および江戸の銀座では銀座役所と常是吹所および常是屋敷が並置されていた。

## 銀座の収入
銀座の営業方式には大別して二通りあり、一つは私領銀山などから産出される灰吹銀を買い集めて丁銀を鋳造し一部を運上として幕府に納める自家営業方式、あるいは天領銀山から産出される公儀灰吹銀を銀座が預り丁銀に鋳造して一部を分一銀（ぶいちぎん）として受取る御用達方式があった。分一銀は元来、鋳造に関する諸経費などの入用として支給される性格のものであったが、新産銀が減少し自家営業方式が困難となった元禄期以降は主な収入源となった。
慶長銀では分一銀率は鋳造高の3%と定められていたが、このころは銀の産出が最盛期であったから、より利益率の高い自家営業方式による収入が多かった。江戸時代初期には年間16000貫もの寄銀があったと云う。しかし元禄銀以降は新産銀の産出高は衰退し回収される旧銀の吹替えによる鋳造が主流となり、これは御用達方式に準ずるものであった。分一銀は元禄銀は4%、宝永銀は7%、永字銀および三ツ宝銀は10%、さらに四ツ宝銀は13%と引上げられた。特に永字銀以降の高い分一銀率は、荻原重秀が新銀発行に際し将軍の決裁を得ることなく内々に行ったものであるから、銀座を抱込む思索があったものとされる。元禄、宝永期の銀の吹替えにより幕府に納められた出目は27万貫余に登るが、銀座の得た分一銀も12万貫余にも登った。銀座人らはこの莫大な収入により豪遊を極め、「両替町風」とも呼ばれた。一方四ツ宝銀の発行に至り諸色は著しく高騰し正徳4年9月（1714年）に至り米一石が銀230目に達した。このような行き過ぎた銀の吹替えが正徳期の銀座粛正、荻原重秀の失脚につながったとの見方もある。
しかし、正徳銀への吹替えでは分一銀率は慶長銀並みの3%に引下げられ、さらに品位を上げる吹替えであるから出目が得られることもなく銀座は困窮したと云う。さらに当時の流通の主流であった20%の銀を含有する四ツ宝銀2貫目を80%である正徳銀1貫目と引替えたため、不足分は幕府が負担して足し銀せねばならず、吹替高も小額とならざるを得なかった。
分一銀あるいは自家営業方式による利潤のうち、吹高の0.5%分は常是が受け取り、諸経費を除いた利潤が銀座人らに座分配当（ざぶはいとう）として分配された。座分配当の分配方式は慣習により一定の割合で按分されるというもので、銀座年寄らを基準としてこれを一分とし、以下平座役らは一分 = 十歩として年寄役の子は九・十歩、一般の平座役は六歩あるいは五歩（半座）から二歩半（小半）程度、座分の総高は寛文5年（1665年）は455歩であった。また準座人の地位にある銀見役は六歩から二歩半程度であった。

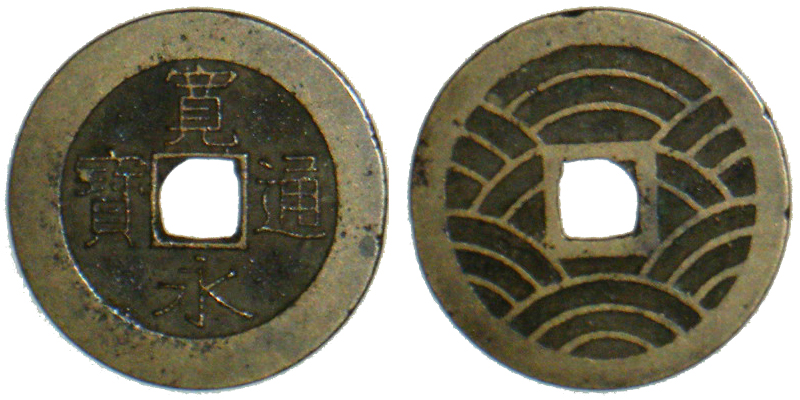
寛永通寳真鍮當四文銭

文字銀および南鐐二朱銀では分一銀率が7%に引上げられたが、多くの座人を抱えるようになった銀座は経営が悪化し、次第に上納滞銀が蓄積し明和3年（1766年）には銀8396貫に達した。勘定奉行の川井久敬は明和5年（1768年）に寛永通寳真鍮四文銭を考案し銀座がこの鋳造を請負うこととなったが、これは上納滞銀を幕府に返済せしめる目的もあった。
寛政12年（1800年）の銀座改正以降は銀貨鋳造は幕府の統制が強化された御勘定附切となり、分一銀は勘定所役人管理のもと銀座役所に差し置き、7%のうち半額は産銀買上げ、役人の所入用などに支払われ、銀座分一銀は事実上3.5%となった。座人らには幕府から直接、手当てが支払われることとなった。天保一分銀の鋳造では分一銀率が2.5%になり、天保14年（1843年）の鋳造再開以降は1.6%まで引下げられた。

## 銀座粛清

### 寛文期
明暦の大火による江戸城御金蔵の焼損金銀が、江戸城三の丸に集められた大判座、金座および銀座職人らにより吹き直しが行われたが、金銀吹分けにより得られる精金および上銀の目方を誤魔化し不正に利益を得ようとしたため、寛文3年12月25日（1663年）に五人の銀座人らが遠島流罪に処せられた。
銀山からの産出の減少により利益率の高い自家営業方式が衰退する時期にあって、明るみに出た初めての不正事件であった。

### 正徳期
元禄および宝永の銀吹替えにより銀座が莫大な利益を享受する一方で諸色の高騰、あるいは複数の品位の異なる丁銀の流通により経済は混乱した。
新井白石はこのような悪銀を整理して慶長の幣制に復帰することを目指し、正徳4年5月13日（1714年）には深江庄左衛門ら銀座年寄りが町奉行から御用に召され、直ちに召捕りとなり尽く遠島流罪および闕所を申し渡された。また銀座人であった関久右衛門の奸計により江戸五代目大黒長左衛門常栄を荻原重秀は元禄15年（1702年）に御役召放しとし、代わって関久右衛門が銀吹役を務めていたが、この粛清により関久右衛門は失脚し長左衛門常栄が正徳4年5月に復帰を命ぜられ、銀吹役についた。

### 寛政期
正徳、元文期より分一銀収入の減少、銀座人の増加により困窮していた銀座は幕府への上納滞銀が増大し、安永9年（1780年）にこのような状況下で相続した江戸八代目長左衛門常房は納滞銀として金に換算して3900両余の不納を咎められ、寛政11年4月（1799年）ごろより取調べをうけ、寛政12年7月2日に家職召放しの上、永蟄居を命ぜられた。同年6月には銀座人らは一統引払いを命ぜられ、新規に15人の銀座人が召抱えられ蛎殻町の銀座が始動した。
しかし、上納滞銀による処罰は直接的要因に過ぎず、背景には幕府が寛政の改革の一環として、従来通りの銀座の体制では慢性的な上納滞銀が生じるとして根本的な改正を行い銀貨鋳造事業を請負い形式から幕府の直轄事業すなわち「御勘定附切り」とすることを目指したものであった。

## 定位銀貨の鋳造

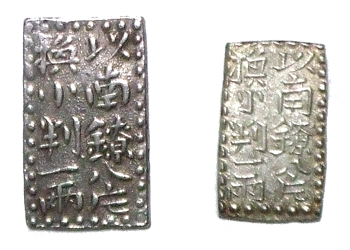
南鐐二朱銀

明和9年8月14日（1772年）、川井久敬は銀座人および常是を召出し、南鐐二朱銀の吹方につき申渡した。しかし南鐐は上銀を意味し品位の改めは無用であるとし常是は銀改めを辞退して目方改めのみを担当することとなった。そこで常是は目方を改めた定位銀貨に「定」の極印を打つこととなり以降、南鐐二朱銀、一分銀、一朱銀はすべて定の極印が打たれている。また従来包銀は常是が担当していたが、南鐐二朱銀から銀座が担当する銀座包となり200枚ごとの二十五両包となった。これ以降常是の役割は縮小した。
定位銀貨はもっぱら江戸の銀座において鋳造され、次第に鋳造額が増大し文政、天保年間には丁銀の鋳造を圧倒するまでに至った。
定位銀貨は銀を素材とすることから鋳造は銀座が担当したが、これらは「金代り通用の銀」として本来小判の通貨単位のものであり、鋳造法も地金を一定量目になるように切取り、延して極印打ちをするといった、一分判のような金貨鋳造に準ずる工程となった。

## 丁銀の鋳造工程

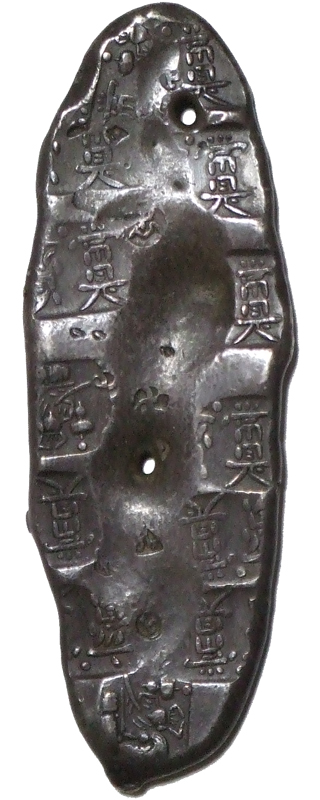
慶長丁銀

銀貨鋳造の吹元銀は、諸国の私領銀山より産出される灰吹銀および世上流通の灰吹銀を買い上げ、丁銀に吹き立てる自家営業形式の買灰吹銀（かいはいふきぎん）（寄銀）と、石見、生野、佐渡などの天領にある銀山から上納される、公儀灰吹銀（こうぎはいふきぎん）（御銀）があった。

### 銀座釻場（ませば）
吹元銀として、幕府御金蔵より渡す灰吹銀、回収された古銀、銀座が買い上げた灰吹銀などがある。釻とは灰吹銀の意味である。吹元銀は銀座役所内の釻場（ませば）で目方を改め、銀見役により品位が改められ、五分入れ（銀95%）の品位以上のものはそのまま用い、それ以下のものは精錬し直して、最上位の一割入れとし、規定の割合に銅を組み合わせて秤量し取組みが行われ箱に入れ封印し、銀見役から常是手代へ引き継ぐ。

### 常是吹所（ふきしょ）
吹立は常是吹所で行われた。取り組みの行われた地金を12貫を一吹として留鉢（坩堝）にいれ吹鎔かし常是手代湯入役が鉄柄杓で汲み上げ熱湯を張った丁銀および小玉銀の型に流し込んだ。形の良否により選別され、合格したものは数量および目方が改められた後、常是極印役に引き継ぐ。
常是極印役により極印打ちが行われ、さらに焼鈍しが行われた後、梅酢に漬けられ、表面の銅を溶解して銀色が整えられた。丁銀は200枚ずつ、小玉銀は500匁ずつ包み、座人封で銀座に廻した。

### 銀座糺吹所（ただしふきしょ）
鋳造された丁銀の銀品位が正しいか否かを検査するため、常是手代立会いの下、鉛を加えて吹き戻され灰吹法により含有銀量が改められた。これを糺吹（ただしふき）と呼ぶ。糺吹は丁銀の銀品位を一定に保つことが目的であるが、銀座役所において銀品位が正しく取組まれているか否かを吟味する目的もあり、常是が銀座を牽制する意味もあった。
丁銀100匁当りの含有上銀の許容誤差は慶長銀および正徳銀0.3匁、元禄銀0.8匁、宝字銀1.11匁、永字銀1.33匁、三ツ宝銀1.51匁、四ツ宝銀1.7匁、および文字銀1.5匁であった。寛政12年（1800年）の銀座改革により勘定奉行による統制が強化され「御勘定附切り」となり、それ以降、新文字銀から糺吹は必要なしと判断され廃止された。

### 仕立場（したてば）
仕上げは丁銀を加熱した梅酢に漬け、取り出した後、磨き水洗いした。仕上げた丁銀および小玉銀は500匁ごとにまとめられ、常是が包封した。